# Магістральний трубопровідний транспорт вугілля

Елементи гідротранспортної системи: 1 — головний термінал; 2 — трубопровідна магістраль з насосними станціями і апаратурою блокування; 3 — приймальний термінал

Схеми сил при переміщенні частинки турбулентним потоком у вертикальному (а) і в горизонтальному (б, в) трубопроводах.

Сучасні магістральні гідротранспортні системи (МГТС) можуть використовуватися для транспортування вугілля як палива або сировини для коксування. Основні термінальні операції початкових ланок МГТС — подрібнення, приготування пульпи, акумуляція гідросуміші; кінцевих — прийом і розподіл пульпи, її зберігання, зневоднення.
Специфічна особливість МГТС — технологічний і економічний взаємозв'язок виконуваних операцій і узгодження її технологій передуючих і подальших комплексів переробки матеріалу. Тому вуглезбагачувальну фабрику на головному терміналі слід розглядати як початкову ланку підготовки матеріалу до гідротранспорту, а зневоднення на приймальній станції — як частину технології по підготовці вугілля до спалювання (коксування, зрідження тощо).

## Переваги
- безперервність і рівномірність вантажопотоку;
- підвищена надійність;
- можливість повної автоматизації;
- незалежність від погодних умов;
- економічна перевага над залізничним транспортом, особливо, коли шахти знаходяться у віддалених районах;
- має суттєво менші транспортні втрати та техногенне навантаження на довкілля;

Зміна форми вугільних зерен марки Ж при транспортуванні на відстань 450 км. (За даними проф. В. С. Білецького)

- створює менше шуму;
- малі терміни будівництва.

## Недоліки
- висока енергоємність гідротранспортних установок;
- подрібнення вугілля під час транспортування у трубопроводі;
- розмокання глин при гідротранспортуванні;
- труднощі зі зневодненням вугілля;
- зміна форми вугільних зерен при гідротранспортуванні.

## Способи гідравлічного транспортування вугілля
Існує декілька способів гідравлічного транспортування вугілля:
- пульпопроводами з подальшим зневодненням

Пульпопроводами транспортують гідросуміш води і вугілля, подрібненого до крупності 0–1 (3–6) мм. Масова концентрація гідросуміші — 50 % (співвідношення рідини і твердого становить 1 : 1). Зневодненню після транспортування у пульпопроводі, як правило, підлягає вугілля для коксування.
- пакетне транспортування

Дослідники університету Міссурі запропонували принципово інший тип вуглепровода: для кускового транспортування використовується вугілля, спресоване в брикети діаметром на 5-10 % менше ніж діаметр трубопровода і довжиною близько двох діаметрів труби. Співвідношення вугілля і води за масою становить 3 (4) : 1. Такі трубопроводи потребують на 70 % менше води і мають кращі теоретичні економічні показники, ніж класичні шламові трубопроводи, але технологія ще не впроваджена на практиці, побудована пілотна установка.
- транспортування висококонцентрованого водовугільного палива

Висококонцентровані водовугільні суспензії (ВВВС), що спалюються безпосередньо у топках котлоагрегатів, також можуть транспортуватися МГТС — технологія «Densecoal». Водовугільна суспензія — суміш, що містить 60-70 % (у деяких видах ВВВС вміст вугілля досягає 80 %) подрібненого до — 100—250 мкм енергетичного вугілля, 29-39 % води, і 0,5-1,5 % хімічних добавок — пластифікаторів, які зберігають гомогенність суспензії і не дозволяють їй розшаровуватися.

## Елементи пульпопровода
Основними елементами гідротранспортної системи є:
- головний термінал — початок системи, де продукт дробиться, подрібнюється, готується гідросуміш і впускається в лінію. Тут розміщуються складські споруди та головна насосна станція;
- трубопровідна магістраль з насосними станціями, які розміщуються уздовж лінії, щоб переміщати продукт через трубопровід. Розташування цих станцій визначає топографія місцевості, тип гідросуміші, умови мережі, які в цілому визначають втрати напору при гідротранспортуванні;
- апаратура блокування — перша лінія захисту для трубопроводів. Запірними клапанами оператор може ізолювати будь-який сегмент лінії для роботи обслуговування або ізолювати прорив чи витік. Блокувальні клапани зазвичай розміщені через кожні 30-50 км, залежно від виду трубопровода. Це не обов'язковий елемент, але звичайна практика для пульпопроводів. Розташування цих станцій залежить виключно від природи продукту, що передається, траєкторії трубопровода та оперативних умов лінії;
- приймальний термінал — комплекс для зневоднення і подальшого використання продукту.

## Історія впровадження та використання
Див. також: Магістральний трубопровідний транспорт енергетичного вугілля, Магістральний трубопровідний транспорт коксівного вугілля.
Перший вуглепровід діаметром 200 мм був побудований в 1914 р. в Англії. Найвідомішим у світі був магістральний вуглепровід шахти Блек-Меса (Аризона, США), довжиною 439 км і продуктивністю 5,8 млн т на рік. У 1964 р. енергетична компанія Peabody Energy підписала контракт з племенами навахо і тапі про використання їх водних ресурсів для створення гідросуміші і її подальшого транспортування на завод в Мохейві, потужністю 790 МВт. Процес потребував великої кількості води, що викликало екологічну кризу на цих територіях. Під натиском соціальних та етнічно-релігійних рухів вуглепровід попри технологічну придатність та економічну ефективність був законсервований 31 грудня 2005 року.
| Місце знаходження     | Країна  | Довжина, км | Діаметр, мм | Продуктивність, млн т/рік | Кількість насосних станцій | Роки використання        |
| --------------------- | ------- | ----------- | ----------- | ------------------------- | -------------------------- | ------------------------ |
| Блек-Меса, Аризона    | США     | 439         | 457; 366    | 5,8                       | 4                          | 1970—2006 рр.            |
| Кадіс—Іст Лейк, Огайо | США     | 174         | 254         | 1,3                       | 4                          | 1957—1963 рр.            |
| Мерлебак, Лоррейн     | Франція | 9           | 381         | 1,5                       | —                          | В експлуатації з 1952 р. |
| Бєлово – Новосибірськ | Росія   | 252         | 500         | 3,0                       | 3                          | 1990—1994 рр.            |
| Порто-Торрес          | Італія  | 4           | 406/304     | 3,5—4,1                   | —                          | В експлуатації           |

Невирішеність проблеми деградації технологічних властивостей вугілля під час далекого гідротранспорту і частково дефіцит водних ресурсів привів до того, що більшість вугільних МГТС було заморожено або їх будівництво не розпочалося; до таких проектів трубопроводів належать:
- Вайомінг — Техас, протяжністю 1400 миль;
- Колорадо — Техас, 1300 миль;
- Іллінойс — Флорида, 1500 миль;
- Кузбас-Урал-Центр, близько 2500 км.

Реалізація цих проектів відкладена на невизначений термін. Попри це, інтерес до проектів МГТС залишається великим.
Всі реалізовані і майже всі запроектовані магістральні гідротранспортні системи були призначені для енергетичного вугілля.
Передача коксівного вугілля не передбачалася внаслідок часткової втрати ним коксівних властивостей при гідравлічному транспортуванні. В Україні в 1990-х роках була розроблена і випробувана технологія дального гідротранспорту частково агломерованого (масляна агломерація) вугілля, що дозволяє усунути негативний вплив факторів гідравлічного транспортування на його коксівні властивості (основні розробники — Донецький національний технічний університет, НВО Хаймек — розробки В. С. Білецького).

## Гідротранспорт спеціально підготовленого вугілля

### Гідравлічний трубопровідний транспорт вуглемасляного агломерату
Механізм процесів гідротранспортування агломерату і вугілля відрізняється, але суттєвих відмінностей не спостерігається, що свідчить про технологічну прийнятність процесу гідравлічного транспортування вуглемасляного агломерату.
Див. Гідравлічний трубопровідний транспорт вуглемасляного агломерату

### Гідравлічний трубопровідний транспорт висококонцентрованої водовугільної суспензії (ВВВС)
Висококонцентровані водовугільні суспензії (ВВВС), що спалюються безпосередньо у топках котлоагрегатів, також можуть транспортуватися МГТС — технологія «Densecoal». Це ефективна екологічно чиста альтернатива природному газу і нафті. У порівнянні з сухим меленим (пилоподібним) вугіллям, ВВВС, використовувана для теплоенергетичних цілей, допомагає скорочувати викиди оксидів, азоту, сірки і чадного газу на 20-35 %, і гарантує 99 % згорання органічної маси, покращуючи екологічну ситуацію.
Інтенсивні наукові дослідження по створенню водовугільного палива і його транспортування в МГТС почалися у 80-і рр. ХХ ст. в Японії, США, Італії, ФРН, Китаї, а з 1985 р. — у СРСР. Вітчизняні науково-організації у співробітництві з фірмою «Снампрожетті» (Італія) розробили, збудували і запустили в експлуатацію в 1990 р. дослідно-магістральний вуглепровід Бєлово-Новосибірськ (Росія) довжиною 262 км з продуктивністю 3 млн т вугілля за рік на суху масу. В середині 1990-х років фінансування проекту було припинено і вуглепровід розпродали по частинах у приватну власність.
За кордоном технології-аналоги інтенсивно розробляються і впроваджуються. Так корпорація в галузі енергетики та охорони довкілля (EERC) (шт. Огайо, США) розробила технологію «Cofiring» спільного спалювання висококонцентрованого водовугільного палива (ВВП) з традиційними паливами. Фірма «Снампрожетті», Італія — комплекс Порто Торрес з повним циклом збагачення, гідротранспортування та спалювання водовугільного палива з колумбійського вугілля продуктивністю 3,5-4,1 млн т/рік.